# Manzana (urbanismo)

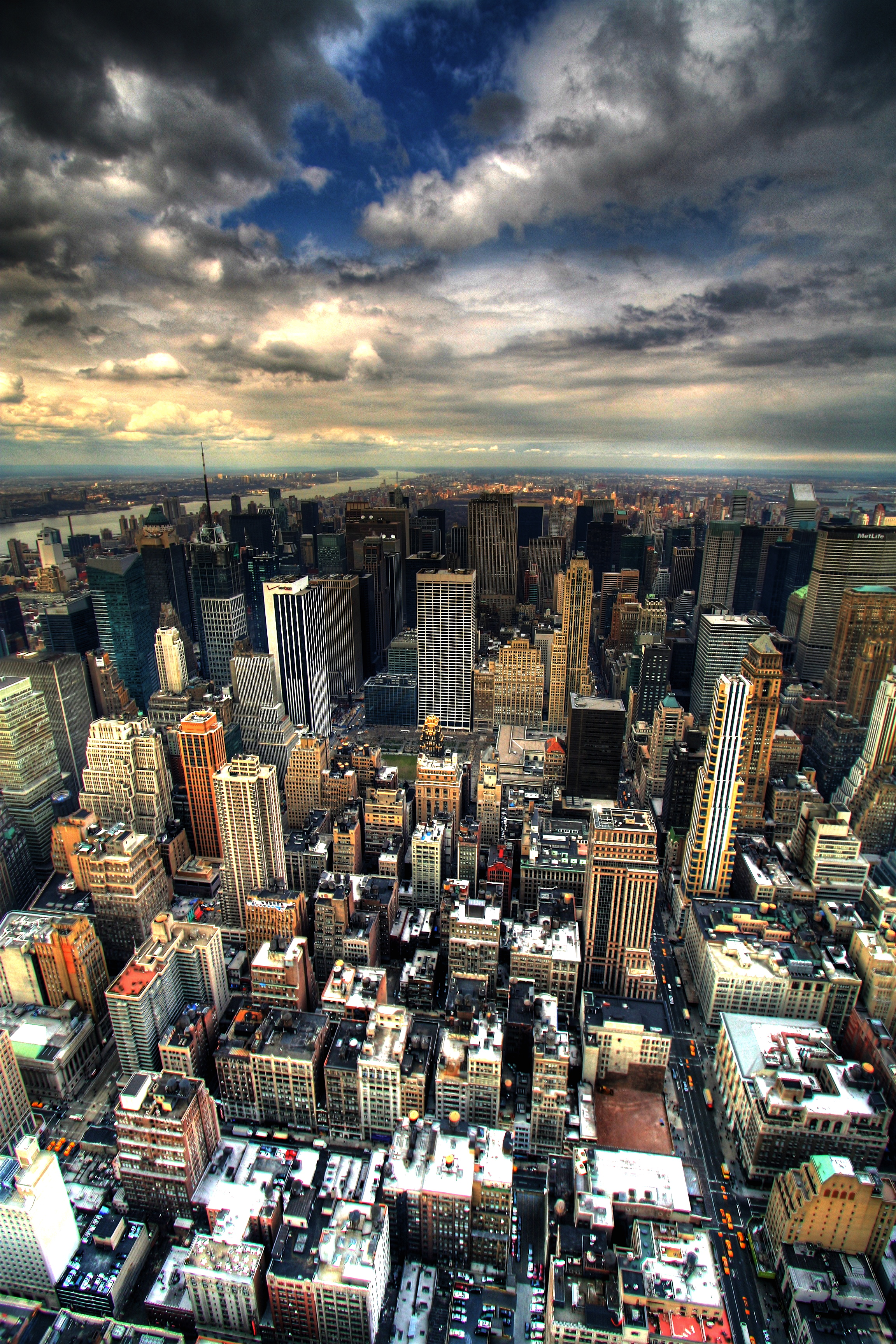
Diseño urbano en manzanas o cuadras, Manhattan.

Se denomina manzana a un espacio urbano delimitado por calles por todos los lados. En algunos países la palabra manzana puede hacer referencia también a cada uno de los lados que constituyen la misma. Es decir, que se denomina manzana tanto al bloque urbano de varios lados como también a la distancia que hay de una esquina a la siguiente. En otros países, se diferencia entre el primer concepto y el segundo, denominando a este último cuadra, existiendo por lo general cuatro cuadras en cada manzana.
La manzana puede estar edificada o destinada a la edificación. Su forma mayoritaria es la cuadrangular, pero en las ciudades antiguas, sobre todo de Europa y los países de África del Norte, Oriente Medio y algunos ejemplos de Asia Central, puede adoptar formas muy tortuosas y variadas.
La ciudad de Madrid (España) es un ejemplo de mezcla de diseños, con todo el casco viejo completamente irregular, zonas lineales como la Ciudad Lineal o el barrio de Salamanca y nuevos barrios donde se entremezclan formas cuadradas, hexagonales, etc.
Generalmente, en las ciudades diagramadas según el diseño de damero, miden 100 metros, aunque en muchas ciudades, especialmente en Europa, las cuadras son totalmente irregulares. En Manhattan (Nueva York, Estados Unidos) y Bogotá (Colombia), es conocido el diseño urbano en manzanas regulares. Los recortes que en ocasiones se realizan en las esquinas de las manzanas (Ensanche de Cerdá en Barcelona, el barrio de Salamanca en Madrid, etcétera) se denominan chaflanes u ochavas.

## Etimología
El término "manzana" para referirse a un conjunto de varias casas contiguas que forman una isla rodeada por calles ya se utilizaba en el idioma español al menos desde la primera mitad del siglo XVII en adelante, y figura en el Diccionario de autoridades de 1734. Un término antiguo para denominar esta manzana de casas en español es el de isla.
Según el Diccionario de la lengua española el término "manzana" en urbanismo tiene la misma etimología que el término manzana para referirse al fruto del manzano. Es decir, su uso en urbanismo se trataría de una metáfora, y vendría del término en desuso mazana, resultado de abreviar el término latino Mattiāna mala ("manzanas de Matio"). Matio a su vez, deriva del latín Caius Matius (Gayo Macio), nombre de un tratadista de agricultura romano del siglo I a. C. amigo de Julio César. Otros cognados con el mismo origen son maçã en portugués y mazá en gallego, aunque estos no tienen la acepción urbanística. Según el etimólogo Joan Coromines, incluso la palabra mansana en catalán sería un castellanismo y, por tanto, tendría el mismo origen. Existe la creencia de que Ildefonso Cerdá, un célebre urbanista por sus estudios para la reforma de Barcelona, creador del Plan Cerdá, popularizó el término "manzana" cuando diseñó la disposición del entramado de bloques y calles del ensanche barcelonés, sin embargo, el término que él propuso para manzana fue "intervía".
Curiosamente, el uso de "manzana" (fruta) usada en español como una metáfora para referirse a un bloque de casas es bastante singular si se lo compara con los términos equivalentes en las lenguas de su entorno. En francés y en italiano se encuentran las metáforas pâté de maisons e isolato, respectivamente. En otros idiomas se hallan términos que utilizan el concepto de "bloque", por ejemplo: bloco en portugués, (Häuser) Block en alemán, block (of houses) en inglés, huizenblok en neerlandés o blok en polaco.
El lingüista Juan Ramón Lodares Marrodán propone otros dos posibles orígenes para el término "manzana" usado en urbanismo. En ambos este no se trataría de una metáfora sino de un homónimo. Según Lodares, o bien procede de alguno de los derivados del francés maçon ("albañil"), que tuvieron el significado de "edificio" (maçonne, maçonneis, maçoune), o bien procede de uno de los derivados del francés maison ("casa"), como maisonneis, maisonemet o manzena. Estas derivaciones se producirían a través de un procedimiento de etimología popular: el extranjerismo no se asimila bien y se trata de comprender asociándolo a otra palabra más corriente que fonéticamente se le parece.

## Plano de cuadrícula

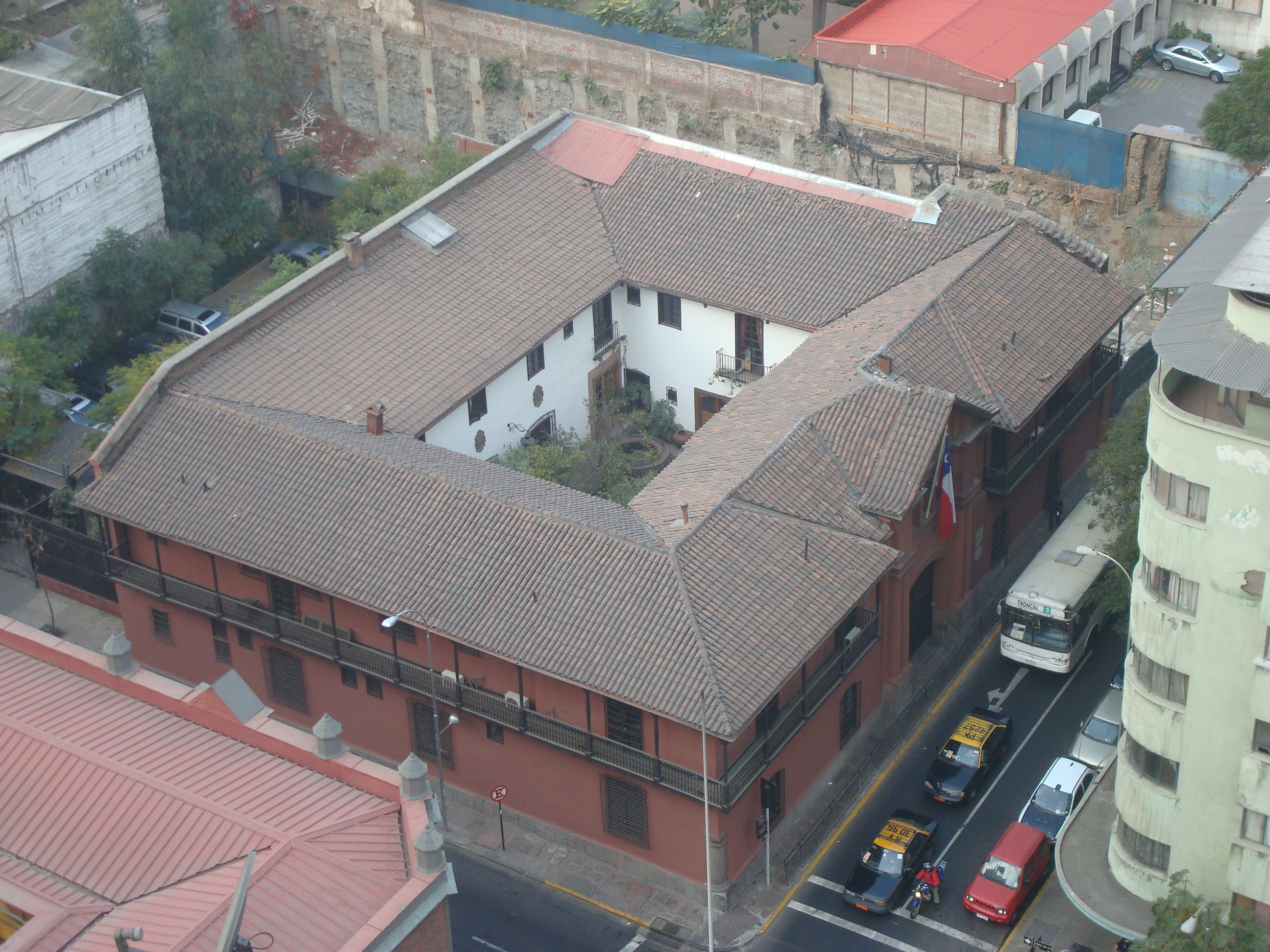
Casa de Velasco desde una torre cercana.

En la mayoría de las ciudades del nuevo mundo que fueron planificadas, en lugar de desarrollarse gradualmente durante un largo período de tiempo, las calles se trazan típicamente en un plano de cuadrícula, de modo que las manzanas de la ciudad son cuadradas o rectangulares. Usando el principio de desarrollo de bloque perimetral, los bloques de la ciudad se desarrollan de modo que los edificios estén ubicados a lo largo del perímetro del bloque, con entradas que dan a la calle, y espacios de patios semiprivados en la parte trasera de los edificios. Este arreglo está destinado a proporcionar una buena interacción social entre las personas.
Dado que el espaciado de las calles en los planes de cuadrícula varía tanto entre ciudades, o incluso dentro de las ciudades, es difícil generalizar sobre el tamaño de una manzana. Los bloques oblongos varían considerablemente en ancho y largo. El bloque estándar en Manhattan es de aproximadamente 80 m × 274 m. En Chicago, una cuadra típica de la ciudad es 100 m × 200 m, lo que significa que 16 cuadras de este a oeste u 8 cuadras de norte a sur miden una milla, lo que ha sido adoptado por otras ciudades de EE. UU. En gran parte de los Estados Unidos y Canadá, las direcciones siguen un sistema de numeración de bloque y lote, en el que a cada bloque de una calle se le asignan 100 números de edificio. Los bloques en el centro de Melbourne, Australia, también son 100 m × 200 m, formado al dividir los bloques cuadrados en una cuadrícula original con una calle estrecha en el medio.
Muchas ciudades del Viejo Mundo han crecido por acumulación a lo largo del tiempo en lugar de ser planificadas desde el principio. Por esta razón, un patrón regular de bloques de ciudades uniformes, cuadrados o rectangulares no es tan común entre las ciudades europeas, por ejemplo. Una excepción la representan aquellas ciudades que fueron fundadas como asentamientos militares romanos, y que a menudo conservan el diseño de cuadrícula original en torno a dos ejes ortogonales principales. Un ejemplo notable es Turín, Italia. Siguiendo el ejemplo de Filadelfia, la ciudad de Nueva York adoptó el Plan de los Comisionados de 1811 para un plan de cuadrícula más extenso. A mediados del siglo XX, la adopción del bloque rectilíneo uniforme se desvaneció casi por completo y prevalecieron diferentes diseños, con bloques de tamaño aleatorio y curvilíneos o no ortogonales y los patrones de calles correspondientes.

## Variaciones de estructura
El concepto de manzana puede generalizarse como supermanzana o submanzana.

### Supermanzana
Una supermanzana es un área de terreno urbano que está delimitada por carreteras arteriales y tiene el tamaño de varias manzanas urbanas de tamaño típico. Dentro de la supermanzana, la red vial local, si la hay, está diseñada para atender únicamente las necesidades locales.

#### Definiciones y tipologías
Dentro del concepto amplio de una supermanzana, surgen varias tipologías basadas principalmente en las redes viales internas dentro de la supermanzana, su contexto histórico y si son autocéntricas o centradas en los peatones. El contexto en el que se estudian o conciben las supermanzanas da lugar a diversas definiciones.

Una red de calles interna caracterizada por callejones sin salida es típico del desarrollo suburbano centrado en el automóvil principalmente en los países occidentales a lo largo del siglo XX. La definición del Oxford Dictionary of Architecture and Landscape Architecture se basa en esta concepción típicamente suburbana:
“Área que contiene alojamiento residencial, tiendas, escuelas, oficinas, etc., con espacio público abierto (por ejemplo, un green), rodeada de caminos y penetrada por caminos de servicio sin salida. Está vinculado a otras supermanzanas y al centro de la ciudad por medio de caminos sobre o debajo de las carreteras (por ejemplo, en planificación de Radburn).”
Aunque el objetivo de tales supermanzanas es generalmente minimizar el tráfico dentro de la supermanzana dirigiéndolo a carreteras arteriales, el efecto en muchos casos ha sido afianzar la dependencia del automóvil al limitar la permeabilidad para peatones y ciclistas.

Las supermanzanas también pueden contener una red de calles internas ortogonales, incluidas las basadas en un plan de cuadrícula o cuasi-cuadrícula. Esa tipología prevalece en Japón y China, por ejemplo. Chen define la morfología urbana de la superred y la supermanzana en ese contexto de la siguiente manera:
“La Superred es una red a gran escala de vías anchas que define una serie de celdas o Supermanzanas, cada una de las cuales contiene una red de calles más estrechas.”
Las supermanzanas también se pueden superponer retroactivamente al plan de cuadrícula preexistente cambiando las reglas de tráfico y el paisaje urbano de las calles internas dentro de la supermanzana, como en el caso de las supermanzanas de Barcelona. Cada supermanzana tiene nueve bloques de ciudad, con límites de velocidad en las carreteras internas reducidas a 10-20 km/h, tráfico no permitido y circulación posible solo en las carreteras perimetrales.
En la Unión Soviética y los estados postsoviéticos, un término técnico de la industria de la construcción es "residencial masivo". (en ruso: Жилой массив, Zhyloi massiv). De acuerdo con la definición, una masa residencial consta de varios barrios residenciales (bloques de la ciudad) que están asociados por un diseño arquitectónico (concepto). En varias ciudades de los países postsoviéticos, varios barrios urbanos tienen nombres como massiv o masyv y aparecieron en la segunda mitad del siglo XX con la rápida expansión de las ciudades. En Europa Central y Oriental, que una vez estuvo en el Pacto de Varsovia, varias ciudades tienen áreas residenciales llenas de viviendas económicas de edificios de varios pisos conocidos como panelák (edificio de paneles). Los edificios de paneles de tipo arquitectónico similar se pueden erigir como un barrio residencial de la ciudad o como un área residencial más grande como una masa.

#### Historia y uso

##### Las supermanzanas de Barcelona

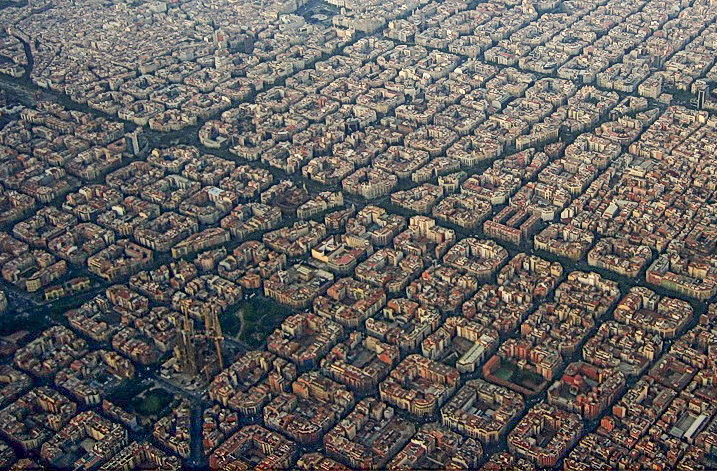
Vista aérea de varias supermanzanas del Ensanche de Barcelona.

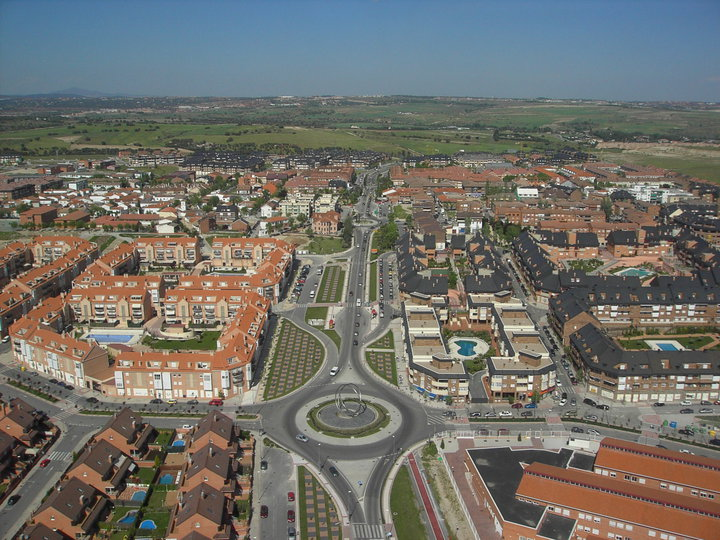
Una comunidad recientemente desarrollada en los suburbios de Madrid con supermanzanas

El concepto de supermanzana se aplica de forma retroactiva en los barrios de La Ribera y Gracia de Barcelona, ambos con un entramado de calles estrechas e irregulares, desde 1993. En estos dos casos se tradujo en un aumento de los viajes a pie (más del 10%) y en bicicleta (>15%) y en un mayor nivel de actividad comercial y de servicios.
Las supermanzanas se superponen en el famoso plano de cuadrícula diseñado por Ildefonso Cerdá a finales del siglo XIX del distrito del Ensanche. Cada supermanzana comprende nueve manzanas de la ciudad, en las que se han modificado los flujos de tráfico interno para prohibir el tráfico de paso y se han reducido los límites de velocidad en las carreteras internas. Después de ingresar en una supermanzana desde una calle perimetral, los vehículos solo pueden circunnavegar una cuadra de la ciudad y regresar nuevamente a la misma calle perimetral, lo que significa que se mantiene el acceso local a garajes y negocios, pero imposibilitando el paso. al otro lado. Los límites de velocidad también se han reducido a 20 km/h inicialmente. Se estimó que esto podría implementarse en toda la ciudad por menos de 20 millones de euros, simplemente cambiando las señales de tráfico.
Está previsto reducir aún más la velocidad a 10 km/h y eliminar el estacionamiento en la vía mediante la construcción de más estacionamientos fuera de la vía pública. Esto tiene como objetivo hacer que las calles internas sean más seguras para los peatones y crear más espacio para juegos, deportes y actividades culturales como cines al aire libre.
El concepto fue impulsado inicialmente por un rediseño de la red de autobuses de la ciudad que consolidó las rutas de autobuses en una red ortogonal más simple, con servicios más frecuentes. Con muchas calles libres de autobuses como resultado, y se formuló la idea de crear las supermanzanas para reducir el tráfico, reducir los altos niveles de contaminación del aire y acústica en la ciudad y reasignar espacio a peatones y ciclistas. Las supermanzanas han recibido críticas y resistencia por parte de algunos residentes, que se han quejado del aumento drástico de la distancia para algunos viajes en automóvil anteriormente cortos y del aumento del tráfico en las carreteras perimetrales arteriales. Desde el punto de vista económico, el observatorio catalán de mapas empresariales EIXOS mostró tendencias de que los negocios no rutinarios se sentirían obligados al perímetro de las supermanzanas para mantener suficientemente activos los comerciales especializados (mayor valor del local). Inversamente, los bloques interiores dentro de ellos inevitablemente convergerían en una red de menor calidad de horeca y supermercados (menor valor comercial de las propiedades). Se ha explorado la adaptación del concepto de supermanzana de Barcelona para otras ciudades.

##### Supermanzanas en Japón
Las supermanzanas han sido el modo predominante de planificación del uso del suelo urbano en Japón, incluso describiéndose como el "sine qua non del diseño urbano japonés". presente en todas las ciudades medianas y grandes de Japón en mayor o menor grado. Las ciudades se organizan típicamente en torno a un sistema de arterias viales anchas, que a menudo se aproximan a una cuadrícula y están flanqueadas por aceras generosas, y una red ortogonal de calles internas estrechas, que normalmente funcionan como zonas compartidas sin aceras. El diseño del plan de cuadrícula de ciudades japonesas como Kioto y Nara se remonta al siglo VIII, que a su vez se derivó de los modelos de cuadrícula chinos. El sistema de supermanzanas se creó principalmente entre principios y mediados del siglo XX mediante la ampliación física de las carreteras arteriales, superponiendo la estructura de la superred y la supermanzana en un sentido físico. Esto contrasta con el modelo de Barcelona en el que el modelo de supermanzana se impuso a través del cambio de señalización de tráfico en lugar de la ampliación física de las calles. Además, contrastan con los modelos autocéntricos occidentales descritos anteriormente, ya que generalmente se caracterizan por redes de calles altamente transitables a pie y en bicicleta, que presentan un desarrollo de uso mixto de alta densidad y están respaldadas por un sistema de transporte público altamente efectivo y eficiente.
Como resultado en gran parte de los controles de planificación que vinculan la altura de los edificios con el ancho de la calle, las supermanzanas japonesas se caracterizan típicamente por una 'capa dura' de edificios altos con usos comerciales a lo largo de las carreteras principales del perímetro, con una 'yema blanda' de uso residencial de poca altura en el centro.
También se puede analizar la estructura espacial de las supermanzanas, según una taxonomía detallada por Barrie Shelton, a través de la clasificación de las carreteras como 'globales', siendo las carreteras arteriales las que permiten el viaje a través de la ciudad, las carreteras 'locales', que brindan acceso local a los edificios dentro de la supermanzana, y las carreteras 'glocales', que pueden cruzar toda la supermanzana, permitiendo a través de los viajes y, en muchos casos, a las supermanzanas vecinas. Sin embargo, las carreteras glocales se diferencian de las carreteras globales en que son estrechas, tienen límites de velocidad más bajos y no forman parte de la estructura de la "superred". Shelton también describe las aceras de las arterias viales globales funcionando como calles en sí mismas, o "calles de acera", que funcionan de manera similar a las calles locales.

### Subestructura

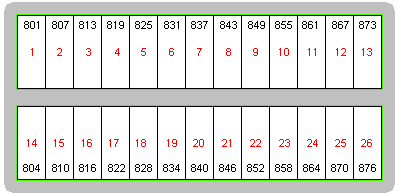
"Manzanas sin aceras", envueltas por la diminuta línea verde. Son, con el callejón interior y las aceras, subestructuras de la manzana.

En una perspectiva de geoprocesamiento, hay dos formas complementarias de modelar bloques de ciudades:
- con aceras: utilizando una representación geométrica directa del concepto habitual de manzanas de ciudades. No solo las aceras, sino también los callejones interiores, los jardines comunes, etc. Algunas partes de la calle, como una vía verde de la calle, aislada y sin un lote relacionado, también se pueden representar como una manzana sin aceras.
- sin aceras: representado por polígono obtenido por el borde externo de la unión de un conjunto de parcelas tocantes (ilustración contigua).

Siempre una manzana sin aceras está dentro de una manzana con aceras. La resta geométrica de una "manzana sin aceras" de una "manzana con aceras", contiene la acera, el callejón y cualquier otra subestructura que no sea de lote.

### Bloque perimetral

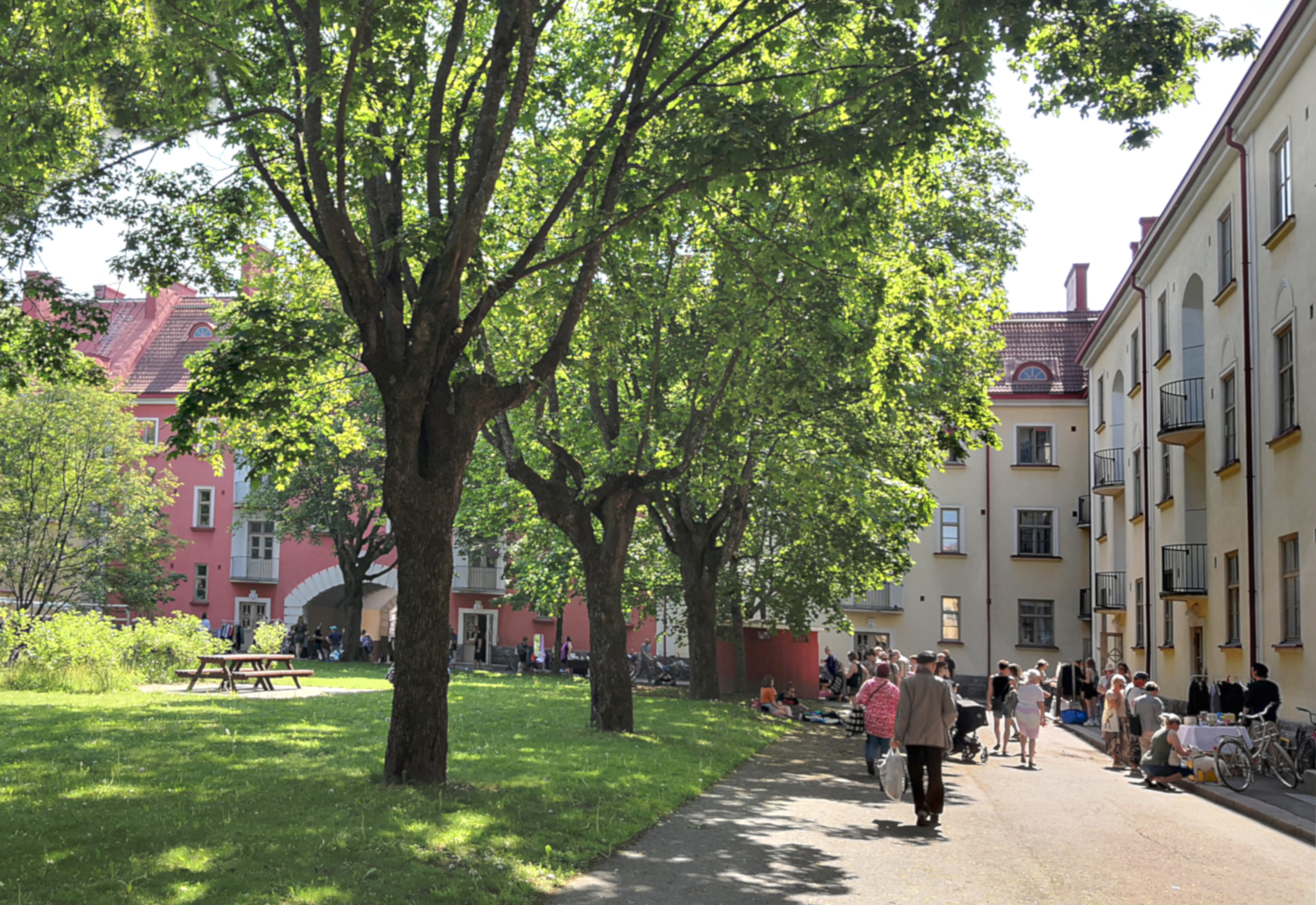
Interior del bloque perimetral Kone & Silta, Helsinki, años 20

Una manzana perimetral es un tipo de manzana que se construye por todos sus lados rodeando un espacio central que es semiprivado. Pueden contener una mezcla de usos, con funciones comerciales o minoristas en la planta baja. Los bloques perimetrales son un componente clave de muchas ciudades europeas y son una forma urbana que permite lograr densidades urbanas muy altas sin edificios de gran altura.

### Para más información
- Jacobs, Jane (1961). The Death and Life of Great American Cities. Random House.
- The Great American Grid: Block Size Dimensions Archivado el 3 de noviembre de 2019 en Wayback Machine.

- Datos: Q1348006
- Multimedia: City blocks / Q1348006